# Nigel Griffiths
Nigel Griffiths (* 20. Mai 1955 in Glasgow) ist ein schottischer Politiker.

## Leben
Griffiths wurde 1955 im schottischen Glasgow geboren. Er besuchte die Hawick High School und wechselte dann an die Universität Edinburgh sowie das Moray House College of Education (heute Teil der Universität Edinburgh). Griffiths ist Mitglied verschiedener Vereinigungen, darunter Amnesty International, Friends of the Earth sowie die Ramblers’ Association. Er ist ein begabter Schachspieler und setzte sich 1989 für eine Stärkung der finanziellen Förderung des Schachsports ein.

## Politischer Werdegang
Bereits im Alter von 15 Jahren trat Griffiths der Labour Party bei. In den 1980er Jahren gehörte er sieben Jahre lang dem Stadtrat von Edinburgh an. Dort saß er dem Wohnungsausschuss vor und befasste sich auch mit dem Thema Wohnungslosigkeit. Erstmals trat Griffiths bei den Unterhauswahlen 1987 zu Wahlen auf nationaler Ebene an. Er bewarb sich um das Mandat des Wahlkreises Edinburgh South, ein traditionell konservativ geprägter Wahlkreis. Am Wahltag erhielt Griffiths mit 37,7 % den größten Stimmenanteil und gewann damit den Wahlkreis erstmals für die Labour Party. Bei den folgenden Unterhauswahlen 1992 und 1997 hielt er sein Mandat und baute seinen Stimmenanteil aus. Nachdem Griffiths bereits seit acht Jahren als Parteisprecher für Verbraucherschutz fungiert hatte, wurde er in der Labour-Regierung unter Premierminister Tony Blair als Juniorminister im Ressort Handel und Wirtschaft eingesetzt. Nach 18 Monaten wurde er des Postens enthoben, nachdem er eine Verschwörung älterer Beamte gegen seine Person äußerte und ihm politische Unterstützung eines Unternehmens, an dem er eine Beteiligung besaß, vorgeworfen wurde.
Trotz Stimmverlusten hielt Griffiths bei den Unterhauswahlen 2001 und 2005 sein Mandat. Er erhielt die Position eines Parliamentary Private Secretarys im Department of Trade and Industry und wurde nach den Wahlen 2005 zum Deputy Leader of the House of Commons unter Jack Straw ernannt. Nach den Regierungsplänen zur Fortführung des Trident-Programms 2007 trat er von diesem Posten zurück. 2009 geriet Griffiths in die Schlagzeilen, als er einer außerehelichen Affäre mit einer Parlamentsangestellten bezichtigt wurde, welche er später einräumte. Zu den Unterhauswahlen 2010 trat er nicht mehr an. Sein Parteikollege Ian Murray hielt das Mandat für die Labour Party.